# Antroponímia
| Categorias em Educação                  |
| categoria:Educação infantil/pré-escolar |
| categoria:Ensino fundamental/básico     |
| categoria:Ensino médio/secundário       |
| categoria:Ensino técnico                |
| categoria:Ensino superior               |
| categoria:Educação especial             |
| categoria:Educação Física               |
| categoria:Educação musical              |
| categoria:Escolas                       |
| categoria:Psicopedagogia                |
| categoria:Psicologia educacional        |
| categoria:Fundamentos da educação       |
| categoria:Educadores                    |
| categoria:ensino                        |

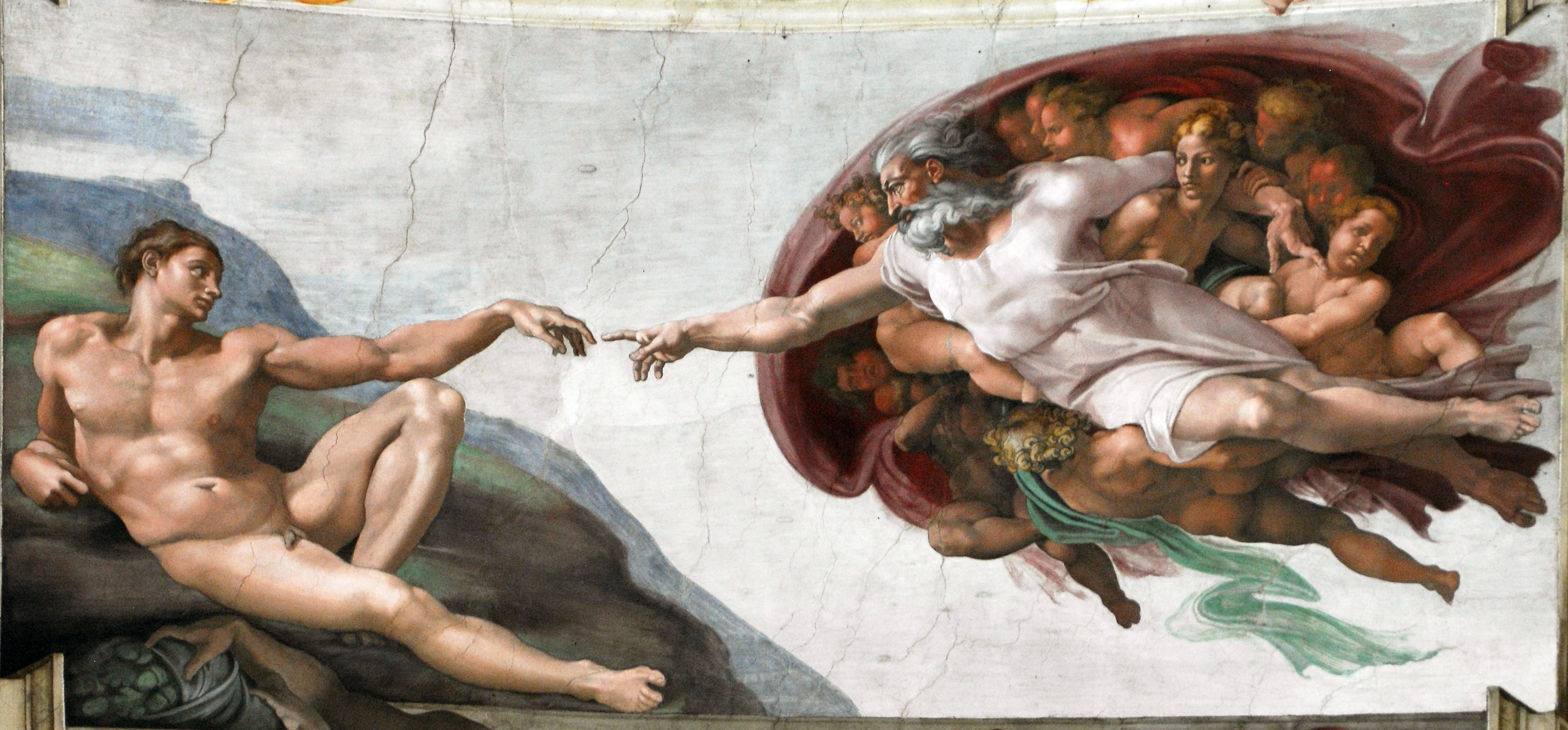
Criação de Adão de Michelangelo

Antroponímia (do grego άνθρωπος, "pessoa" e ὀνομα, "nome") é uma área da onomástica (ciência dos nomes) que estuda somente os nomes próprios de pessoas, sejam prenomes ou sobrenomes (apelidos de familia), chamados de antropónimos (português europeu) ou antropônimos (português brasileiro). Explicando sua origem, evolução e variação em função de local, época e costumes.

## Classificação
Existem várias formas de classificação dos antropônimos:

### Uso
Quando poupalmente aplicamos um nome a um indivíduo, não especificamos claramente em qual sentido o estamos utilizando. Basicamente existem quatro definições para o termo nome:
- Nome completo: É o conjunto das designações pessoais. Como por exemplo: Gustavo Venâncio Gomes;
- Prenome: É o nome dado à uma pessoa para identificá-la. Como por exemplo: considerando o nome completo do exemplo, o nome individual é "José";
- Sobrenome: Este também chamado de "apelido de família", é a porção do nome do indivíduo relacionada com a sua ascendência (relacionado ao estudo genealógico). Como por exemplo: Antunes, Bragança, Rodrigues, etc.
- Qualquer elemento do nome: Ao perguntar o nome de uma pessoa, diretamente a ele ou a outrem, obteríamos respostas variadas. Como por exemplo: considerando o nome completo do exemplo teremos: José, Vasconcelos, ou ainda Leite de Vasconcelos; Apesar das diferentes categorias, todos são designados, simplesmente, por nomes;
- alcunha (português europeu) ou apelido (português brasileiro) ou apodo: É uma forma de tratamento informal, de caráter passageiro (apodo) ou permanente (alcunha), sendo considerado nome a partir do momento que individualiza uma determinada pessoa. Como por exemplo: alcunha comum no Brasil, considerando o prenome "José", é a forma reduzida "Zé".

### Origem do nome
Para permitir a designação entre as pessoas, atribuíam-se (pre)nomes ou sobrenomes com base em seis motivações:
- Quanto a Influência histórica, política ou religiosa: Quanto à motivação religiosa, na antiguidade os pais buscavam a proteção divina aos filhos dando nomes divinos (gregos, hebreus, germânicos, etc). Com o advento do cristianismo, a tendência prosseguiu, agora sob a forma de homenagem aos santos(as) cristãos. Como por exemplo: os hierônimos Pedro, Jesus, Maria. Quanto à motivação política, refere-se a admiração a parlamentares em então evidência e, sua relação com o poder. Como por exemplo: Romeu, peregrino que ia a Roma receber a indulgência do Papa; Percival, cavaleiro da demanda do Santo Graal.
- Quanto ao local ou tempo de nascimento: refere-se as particularidades físicas ou qualidades morais. Como por exemplo: João Guimarães, nascido na cidade portuguesa de Guimarães; Libânio, nascido no Monte Líbano; Lucius/Lúcia, criança que nasceu durante a luz do dia; Bruno, criança com olhos e cabelos escuros;
- Quanto a profissões: Como por exemplo: Ferreira, provém de ferreiro; Cavalcante, provém de cavaleiro; Jorge, provém de agricultor;
- Quanto a conservação: Caracteriza-se por perpetuar de certos nomes de família, passando a ser uma tradição famíliar;
- Quanto a influência da moda: Caracteriza-se por serem impostas principalmente pelos meios de comunicação em massa. Como por exemplo: antropônimos antigos como Rodrigo, Marcos, Daniela e Cláudia.

### Alteração
Também ocorrem por fenômenos de fonética sintática:
- Por aglutinação: Ocorre através da união de dois nomes existentes para criar um novo. Como por exemplo "Cláudio" + "Leonor" → Claudionor.[3]
- Por transposição: Ocorre através da adaptação de um nome da língua estrangeira para uma nova realidade, é uma apropriação, mas neste caso não se relaciona com o local, ofício ou costume. Como por exemplo: Thomas Woodrow Wilson → Wilson Silva.[3]